# کامیسو، ایباراکی
کامیسو در استان ایباراکی در کشور ژاپن واقع شده‌است که دارای جمعیت ۹۳٬۵۳۸ نفر و مساحت ۱۴۷٫۲۴ کیلومتر مربع با تراکم جمعیت ۶۳۵ نفر در کیلومترمربع است و در تاریخ ۱ اوت ۲۰۰۵ به عنوان شهر شناخته شد.